# Hamid Pourmand
Hamid Pourmand (1958) è un militare iraniano, arrestato dalle autorità iraniane per la sua fede cristiana.

## Biografia
Colonnello dell'Esercito iraniano, è inoltre pastore protestante della Jama'at-e Rabbani, la sezione iraniana dell'Assemblea Mondiale delle Assemblee di Dio.
Nel settembre 2004 viene arrestato a Karaj mentre svolgeva una riunione con la sua comunità religiosa, insieme ad altri 85 fedeli.
A febbraio 2005 viene condannato a tre anni di prigionia da un tribunale militare.
Imprigionato a Evin, viene prima accusato di spionaggio, poi di apostasia.
Il caso venne portato all'interesse della comunità internazionale dall'europarlamentare socialista David Martin.
Viene rilasciato il 20 luglio 2006.